# Romániai magyar tankönyvkiadás
A szócikk áttekinti a kisebbségbe került magyarság tanulóinak tankönyvellátását 1918-tól a 2000-es évek közepéig.

## 1918–1948 között
Az önálló romániai magyar tankönyvkiadás 1920 után, kényszerhelyzetben született. A trianoni döntés nyomán Romániához csatolt erdélyi részeken 1920-ban kétféle iskolatípus volt: az állami és a felekezeti (római katolikus, református, unitárius, evangélikus), ezek működését az óvodai és elemi iskolai oktatás és a tanítóképzés szintjén az 1924-ben, a középfokú oktatásra vonatkozóan az 1928-ban megjelent C. Anghelescu-féle oktatási törvények szabályozták. Az e törvények által kialakított helyzeten a nemzeti tendenciájú szigorítás irányába változtatott a Petre Andrei nevéhez kötött 1939-es új tanügyi törvény, amely azonban csak Dél-Erdélyben befolyásolta hosszabb ideig a magyar iskolák helyzetét.
A román nyelv mint tantárgy kötelező oktatását már az 1924-es törvény előírta, az 1928-as törvény értelmében pedig Románia történelmét, földrajzát és alkotmányát is román nyelven kellett oktatni. A törvények megengedő formában lehetővé tették ugyan a magyar nyelvű oktatást az állami iskolákban is, ez azonban a gyakorlatban még a Székelyföldön is a magyar nyelvű állami oktatás fokozatos elsorvasztását, végül teljes felszámolását jelentette.
A törvény előírta azt, hogy a működő magyar iskolákban használatos tankönyveket a román hatóságoknak kellett jóváhagyniuk, különböző rendeletekkel azonban kizárták a külföldi tankönyvek használatát (még a magániskolákban is). Bár a törvények szerint – egészen az iskolahálózat államosításig, 1948-ig – lehetőség volt arra, hogy az iskolák többféle tankönyv közül válasszanak, a kisebbségbe került magyarság és iskolái anyagi helyzetében ez a lehetőség csak igen korlátozottan érvényesült.
Az elemi iskolai tanítás céljául a törvény az alsó osztályok számára az általános műveltség alapjainak elsajátítását tűzte ki, míg a felső osztályokban az általános műveltségi tantárgyak mellett egyre nagyobb teret adtak a hasznos gyakorlati tudnivalók elsajátítására. Ezt a célt tartották szem előtt az 1920 után készült ábécéskönyvek és az azokat követő elemi iskolai tankönyvek szerzői az 1920-as években Péter Károly – Tóth Irma – Mezei Mihály (Magyar olvasókönyv a II., III. és IV. osztályok számára. Kolozsvár, 1920–22); Brunowsky Rezső (II., ill. III. osztályos Képes magyar olvasókönyv. Temesvár, 1922); Caba Ágoston és Nagy Vilmos (II., III. és IV. osztályos Magyar olvasó és nyelvgyakorló könyv. Nagyvárad, 1922); Dávid György és Bencze Gyula (Egységes tankönyv a II–VII. osztályok számára. Kolozsvár, 1926–27); Havadtői Imre és Koncz Lajos (a II., ill. III. osztályok számára összeállított Olvasókönyv. Kolozsvár, 1927). Ezek mellett a minden tantárgyat felölelő egységes tankönyvek mellett megjelent egy-két speciális tankönyv is: Torday Lajos Számolókönyvei a II., III. és IV. osztályok számára (Kolozsvár, 1922–26); Gencsy Ferenc Számtan és mértan (példatárral) a IV. és V. osztályok számára (Kolozsvár, 1927–28), valamint Kiss József rövid román történelem tankönyve, kérdések és feleletek formájában feldolgozva, a Római Katolikus Státus elemi iskolái számára (Gyulafehérvár, 1925). Temesváron az 1920-as években aktív tankönyvszerkesztő volt Marx Tamás tapasztalt tanító.
Az elemi iskolai tankönyvszerzők közül az egyik legtermékenyebb volt Szentpéteri Lajosné Haller Zsuzsa. Ő az elemi iskolák III. osztályosai számára már az 1920-as évek elején összeállított több földrajz tankönyvet (Kolozs, illetve Alsó-Fehér vármegye földrajzáról. Kolozsvár, 1923), természetrajz tankönyvet a IV. osztály számára (Kolozsvár, 1924), számtankönyveket a II–III., ill. IV. osztályok számára (Kolozsvár, 1923–24). 1925-től, Găzdac Mihai-jal társulva pedig összesen 16 tankönyvet dolgozott ki, egészen az elemi iskolák VII. osztályáig, ezek egy kötetben tartalmazták mindazokat az ismereteket (az egészségtanig és felső osztályokban a kereskedelmi könyvvitelig), amelyeknek tanítását a román tantervek előírták. A kor oktatási rendszerébe betekintést nyújt az, hogy a IV. osztály számára összeállított tankönyv magyar olvasmányok, nyelvtan, természet- és gazdaságtan mellett román grammatikát, stilisztikát, földrajzot, történelmet és polgári ismereteket tartalmazott „a legújabb utasítás szerint”. Az is megjegyzendő, hogy a VII. osztályban – ahol az oktatás „szakosodott” – külön tankönyvrész készült a gazdasági jellegű iskoláknak, az ipari iskoláknak és külön tankönyvrész azoknak, amelyek kereskedelmi alapismereteket nyújtottak. Ezek a tankönyvek Kandray Géza és Găzdac Mihai átdolgozásában az 1930-as években is több kiadást értek meg.
Az 1930-as évek folyamán a romániai oktatási rendszerre vonatkozó új rendelkezések új tankönyvek kidolgozását tették szükségessé. Ekkor készülnek el a Lőrinczi Ferenc – Bedelean Diomed – Ősz Sándor – Ferenczi Gábor – esetenként Káli Sándorral, ill. G. Stannal kiegészült – szerzőcsoport tankönyvei az elemi iskolák II. osztályától a VII-ig. Ez az alsó osztályokban számtant és román nyelvet, természetrajzot és Románia földrajzát is tartalmazó tankönyvsor 1933–39 között több kiadásban is napvilágot látott. A felső, V–VII. osztályok számára Tudományok könyve összefoglaló címmel Déri Gyula, Földes Zoltán, Gencsy Ferenc, Krebsz Henrik, Paál Elek, Simon Sándor és Szilágyi Márton állítottak össze azonos címet viselő, de önálló lapszámozású román nyelv és román történelem, számtan–mértan, természettudományi ismeretek, földrajz, gazdasági ismeretek, kereskedelmi és könyvviteli ismeretek, egészségtan, társadalmi műveltség és alkotmánytan tankönyveket (némelyik számtankönyvnek az újbóli kiadásánál az átdolgozásban közreműködött Mohalyi Gábor is).
A román nyelv elsajátítása, különösen az 1920-as években, tanítónak-tanárnak-diáknak egyformán nagy problémát okozott. A tanítóknak román nyelvvizsgát is kellett tenniük, és csak annak sikere esetén taníthattak. Erre készültek el 1924-ben két székelyudvarhelyi tanító: Gyerkes Mihály és Buna Anna tankönyvei (Román irodalomtörténet, Román nyelvtan, Román alkotmánytan, A román nép és Románia története, Románia földrajza). Ugyanebben az időben jelent meg Székelykeresztúron a Vizsgázók könyve (1924), amelyben Kósa János és Szabó János foglalta össze Románia történelmét, földrajzát és az alkotmánytani ismereteket. Az akkori érdeklődést kívánta kielégíteni Ioan Lupaş A román nemzet története rövid előadásban (Kolozsvár, 1920), valamint Aguletti Istoria românilor c. művének Szőcs Géza készítette magyar nyelvű átdolgozása (Kolozsvár, 1920).
A középiskolai tankönyvek száma és választéka sokkal kisebb volt. Matematikából Deák Ferenc IV., V., ill. VI. osztályos gimnáziumi algebra, síkmértan és trigonometria tankönyvei (Kolozsvár, 1933–36), Mester Mihály I., II. és III. (Kolozsvár, 1931), Dóczy Ferenc II. és III. osztályos gimnazisták számára írt számtan (Kolozsvár, 1936–37) és geometria tankönyvei (Kolozsvár, 1937), Gergely Jenő VI. osztály számára írt algebrája (Kolozsvár, 1937) említhetők. Deák Ferenc középiskolai használatra Logaritmustáblát is állított össze (Kolozsvár, 1935). Ugyanő volt a szerzője a VII. osztályos csillagászattan tankönyvnek is (Kolozsvár, 1931).
A középiskolai fizika tankönyvek közül az elsőt Csefó Sándor írta (Kísérleti fizika közép- és polgári iskolák számára. Kolozsvár, 1924). Ugyanő jelentetett meg részben egyedül (Kísérleti fizika. III. osztály. Kolozsvár, 1937), részben Deák Ferenccel (Kísérleti fizika. Hőtan. V. osztály. Kolozsvár, 1937) közösen több fizika tankönyvet. Mellettük Heinrich László és László Tihamér jelentkezett a III. osztály számára írt fizika tankönyvvel (Fizika. III. osztály. Kolozsvár, 1939). Kémiából az első gimnáziumi tankönyv szerzője Balogh Ernő volt (Kémia és ásványtan. IV. osztály. Kolozsvár, 1924), ezt követték ugyancsak a geológus Balogh Ernő (Kolozsvár, 1930. és 1937) és Deák Ferenc szervetlen és szerves kémia tankönyvei (Kolozsvár, 1931. és 1936). A két háború között megjelent négy geológia tankönyv is (a gimnáziumok III. és VIII. osztályai számára), ezeket Balogh Ernő írta (Kolozsvár, 1924, 1930, 1935, 1939).
Növénytanból az első – alsó osztályok számára írt – középiskolai tankönyv szerzője Nyárády Erazmus Gyula volt (Növénytan biológiai alapon. Kolozsvár, 1922), ezt követte néhány év múlva a Boga Lajosé (Kolozsvár, 1926). A felső osztályok számára Husz Ödön jelentetett meg növénytan tankönyvet (Kolozsvár, 1930). A középiskolai állattan tankönyvek szerzői Kiss Piroska (Kolozsvár, 1924), Tulogdy János (Kolozsvár, 1925), Gelei József és Husz Ödön (Kolozsvár, 1927); a VI. osztályos botanika tankönyvet berei Soó Rezső írta (Kolozsvár, 1926).
Magyar nyelvből és irodalomból a gimnáziumokban Bilinszky Lajos, György Lajos, Kiss Ernő, Kováts S. János és Muth Gyula tankönyveit használták. Bilinszky Lajos a III. osztály számára stilisztika (Dicsőszentmárton, 1922) és poétika (Dicsőszentmárton, 1922), György Lajos stilisztika és poétika tankönyvet (Kolozsvár, 1936), a költői és a prózai műfajok elméletét taglaló (uo. 1937) és irodalomtörténet tankönyveket írt (a VII., ill. VIII. osztályok számára, Kolozsvár, 1937 és 1938). Kováts S. János felső kereskedelmi iskolák II. osztálya számára adta ki A költői írásművek ismertetése (Kolozsvár, 1924) c. tankönyvét, Muth Gyula az iparostanonc-iskolák számára állított össze olvasókönyvet (Nagyvárad, 1921).
A latin nyelv magyar iskolák számára készült tankönyveit Márkos Albert (Latin mondattan és olvasókönyv. V. és VI. osztály. Kolozsvár, 1924), majd id. Kántor Lajos (Latin nyelvkönyv. III. osztály, Kolozsvár, 1930; IV. osztály, Kolozsvár, 1935) írták.
A történelemtanításban az 1920-as évek elején még Románia történetét is magyarul taníthatták az iskolákban. A főhatalomváltozás után meg is jelent néhány ilyen célt szolgáló középiskolai tankönyv: V. Candrea és P. Dejeu (Nagyvárad, 1920), V. Candrea és Kováts S. János (Kolozsvár, 1922).
A magyar nemzet történetét középiskolában a világtörténet tantárgy keretébe foglalva tanították. E tárgy tankönyveinek első szerzői Bíró Vencel és Patay József voltak: a középiskolák felső osztályai számára írott világtörténet tankönyveik 1922-ben jelentek meg. Ugyanekkor írta és adta ki egyetemes történelem tankönyvének I. részét Buday Árpád is (Kolozsvár, 1922). Később az I–II–III. osztályban Bilinszky Lajos könyveiből tanították az ókor, a középkor és az újkor történetét (Kolozsvár, 1934–36), majd Biró Sándoréból az ókort (Kolozsvár, 1937), két, Denderle József neve alatt kiadott könyvből a közép- és újkort, ill. a jelenkort (Kolozsvár, 1937; mindkettő a Biró–Patay-féle 1922-es kötet átdolgozása volt).
A bécsi döntést követő négy évben az észak-erdélyi iskolákban – felekezetileg tagoltan – a magyarországi tankönyveket használták. Dél-Erdélyben viszont a Romániában korábban engedélyezett tankönyvek voltak továbbra is forgalomban, mellettük azonban (illetve pótlásukra) az egyházak összefogásával, a nagyenyedi Bethlen Nyomdában sikerült még néhány általános és középiskolai tankönyvet, szöveggyűjteményt megjelentetni: az I. osztályos Ábécét, a II. osztályos Olvasókönyvet, egy általános tankönyvet az elemi iskolák II. osztálya részére (Bedelean Diomed és Csefó Sándor szerkesztésében, 1942-ben, ill. 1943-ban), Szentmiklósi Ferenc és Vita Zsigmond Magyar nyelv tankönyvét (a gimnáziumok I. osztálya számára) és Magyar nyelvtan tankönyvét (utóbbit a gimnáziumok I–II. és az elemi iskolák V–VII. osztályai számára). Emellett kiadták Imre Lajos és Maksay Albert, ill. Gönczy Lajos Valláskönyvét (mindkettőt Juhász Albert átdolgozásában, 1943), és a III–IV. osztályos dél-erdélyi valláskönyvet, Nagy József átdolgozásában (1944).
1944 után, újra a romániai körülmények között, az iskolák 1948-ban bekövetkezett államosításáig, még fennmaradt a felekezeti és állami iskolák kettőssége, sőt a magyar iskolahálózat számára a minisztériumig felmenően önálló felettes szerveket sikerült az MNSZ-nek létrehoznia, s ezek segítségével a szórványvidéken (sőt a moldvai csángók lakta települések egy részén is) új magyar iskolákat létesíteni. A háborút követő súlyos gazdasági helyzet viszont hátrányosan befolyásolta a magyar tankönyvkiadást. Az 1944–47 közötti időszakban még megjelent néhány magyar tankönyv: 1945-ben Kolozsvárt a Történelemtanárok Munkaközössége (a szerzők nevének feltüntetése nélkül) négy gimnáziumi tankönyvet készített el: Erdély története a magyarok és románok köré csoportosítva, Az ókor története, A középkor és az újkor története a westfaliai békéig, Az újkor és a legújabb kor története (ezek kiadója a kolozsvári Gloria, ill. Victoria Nyomda); a nagyenyedi Bethlen Nyomda újra kiadta Erdélyi Gyula és Nemes János Betűerdő című I. elemi osztályos olvasókönyvét, amely addig csak a dél-erdélyi iskolákban volt használatos. Az 1946-os évben megjelent tankönyvek száma már 21, ezekből néhányat a Bethlen Nyomda adott ki (a Betűerdő újabb kiadása mellett a Szentmiklósi Ferenc és Vita Zsigmond összeállításában készült és korábban szintén dél-erdélyi használatú) magyar nyelvi olvasókönyveket és nyelvtant a gimnáziumok I. és II. osztályai számára (némelyiket közülük egy éven belül két kiadásban is). A kolozsvári Minerva Nyomda ugyanakkor – a jelek szerint – átfogó tankönyvkiadási programot indított: ennek részei a Bedelean Diomed és Csefó Sándor, illetve Lőrinczi Ferenc elemi iskolák II., III. és IV. osztályai számára írott tankönyvei (olvasókönyvvel, nyelvtannal, számtannal, a felsőbb osztályokban természetrajzzal, fizika–kémiával, román nyelvvel, történelemmel); ugyancsak Lőrinczi Ferenc és munkatársai (Kali Sándor, Ősz Sándor és Bedelean Diomed) írják meg (a korábbi Tudományok könyve felhasználásával) az V–VI–VII. elemi osztályokban használatos általános tankönyveket is (két kiadása 1946-ban és 1947-ben). Az elemi I. osztálya számára ebben az évben kiadásra kerül Lőrinczi Ferenc Számtan könyve is.
A gimnáziumok használatára készül el Balogh Ernő Vegytan és ásványtan könyve (III–IV. osztály), Heinrich László és László Tihamér Fizika tankönyve (II. osztály), Kántor Lajos két latin tankönyve (a III. és IV. osztályok számára, két kiadása 1946-ban és 1947-ben), Mester Mihály és Dóczi Ferenc Mennyiségtan tankönyve (az I. osztály számára), Szathmáry Gyula és *Zalányi István Növénytana (a II. osztály számára), a Xántusné Paull Aranka szerkesztette Általános földrajz (I. osztály) és Molnár Károly fordításában az I. és II. osztályos Egészségtan.
1947-ben a magyar tankönyvek kiadóinak sorában már megjelenik román kiadó is, a bukaresti Scrisul Liber, amelyik a Közoktatási–Nemzetnevelési Minisztérium támogatásával 10 középiskolai tankönyvet ad ki, főként ideológiailag fontosnak tartott tudományterületekről. Ezek: A középkor története (a II., ill. a VI. osztály számára), Az újkor és a jelenkor története (a III., ill. a VII. osztály számára; mindkettő a szerzők-fordítók megnevezése nélkül) és a M. Roller szerkesztette Románia történelme (a III–IV., ill. a VIII. osztály számára). Ugyanők adják ki az Állampolgári nevelés (III. osztály) és a Jogi tankönyv (VIII. osztály), valamint A bölcselet története (VIII. osztály), végül magyar fordításban O. I. Ionescu és D. V. Marea Általános biológia tankönyvét (VIII. osztály).
Ebben az időszakban történt minisztériumi kezdeményezés új irodalomtörténet tankönyvek megíratására. Egy Gaál Gábor vezette, egyetemi és középiskolai tanárokból, egyetemi hallgatókból álló munkaközösség 1948-ra elkészült két kötettel: a régi magyar irodalom és a 20. századi (benne a romániai) magyar irodalom tankönyveivel. Az előbbi rövid időre forgalomba is került, az utóbbinak azonban terjesztését nem engedélyezték, s végül mindkét tankönyvet bezúzták.
A kolozsvári Minerva 1947-ben folytatta az előző években elindított tankönyvkiadási programját: három újbóli kiadás mellett megjelentették Heinrich László és László Tihamér Kísérleti fizika tankönyvét (a gimnáziumok felső osztályai számára), kiadtak egy Molnár Károly által románból átdolgozott tankönyvet a gimnáziumok II. osztálya számára (T. Florian – I. Popsim: Gyakorlati ismeretek) és egy munkaközösség által kidolgozott Egyetemes történelem. Ókor és Középkor tankönyvet a gimnáziumok I. osztálya számára. 1948-ban ezekhez már csak egyetlen könyv csatlakozott: Cseke Domokos Fizikai földrajz könyve (II. gimnázium); ezzel lezárult az egyébként 1948-ban államosított Minerva tankönyvkiadó szerepe is.

## 1948–1989 között
A romániai magyar oktatás helyzetét alapvetően változtatta meg az 1948-as „tanügyi reform”, s azzal összefüggésben az 1948. augusztus 3-án megjelent rendelettörvény, amellyel államosították az egyházi iskolákat: 486 római katolikus, 531 református, 34 unitárius és 7 magyar evangélikus tanintézetet, köztük 27 gimnáziumot, 2 tanító- és 1 óvónőképzőt. Az első időszakban, amíg a rendszer fontosnak tartotta nem csak hirdetni, de demonstrálni is „a nemzetiségi kérdés példás megoldását”, az államosítás a magyar nyelvű oktatás kibővítésével járt: Kacsó Sándor által közölt adatok szerint ekkor a magyarság 1798 elemi, 230 közép-, 27 pedagógiai iskolával rendelkezett Megszervezték a moldvai csángó magyarok között az anyanyelvi oktatást (1949-ben 20, 1952-ben 40 ilyen iskoláról vannak adatok; Bákóban magyar tanítóképző működött). Ugyanakkor azonban megszüntették az 1945-ben létrehozott önálló magyar tankerületeket, s fokozatosan leépítették a megyei tanfelügyelőségekre helyezett magyar tanfelügyelőket.
1946-ban létrehozták Kolozsváron a Magyar Zene- és Színművészeti Intézetet, Marosvásárhelyen a Bolyai Tudományegyetem Orvosi Fakultását, amely 1948-ban alakult át önálló Orvosi és Gyógyszerészeti Főiskolává. 1947 végén magyar tagozat indult Kolozsváron a Mechanikai Intézetben, 1948-ban pedig a Mezőgazdasági Főiskolán.
Az 1950-es évek első felében azonban már megkezdődik a két utóbbi tagozat elsorvasztása, a magyar nyelvű művészeti oktatás pedig az időközben ugyancsak Kolozsvárt létrehozott színművészeti, képzőművészeti és zeneművészeti főiskolákon már csak tagozaton folyik. A Magyar Autonóm Tartomány keretében a magyar oktatási intézmények további átszervezésére kerül sor, ekkor kezdik létrehozni a román–magyar „tagozatos” iskolákat (1949/50-ben a magyar középiskoláknak már közel 40%-a működött tagozatként), s ekkor szüntetik meg a magyar nyelvű műszaki iskolák és tagozatok zömét. 1955–56-ban némi engedmények történtek ezen a téren. De a magyar forradalom leverését követő romániai megtorláshullám keretében a magyar oktatási intézményeket „a nacionalista szellem tűzfészkei”-nek minősítette a hatalom, s számos politikai koncepciós per (tankönyvper) mellett hozzálátott – egy, a párt legfelső vezetése szintjén már 1958-ban megszületett átfogó terv alapján – az anyanyelvű oktatás fokozatos felszámolásához, ami az 1980-as évekre a magyar nyelvű oktatás teljes elnemzetietlenítéséhez, elsorvasztásához vezetett. Ezeknek a lépéseknek végső célja az volt, hogy a magyarságot teljesen kiszorítsák a magasabb képzettséget igénylő értelmiségi pályákról. Az 1986/87-es tanévben a magyarság hivatalos statisztika szerinti 7,9%-os aránya mellett az általános iskolákban tanuló magyarok számaránya már csak 2,0%, a líceumokban tanulóké 1,31% volt.
Az iskolák államosítását követő négy évtized a tankönyvirodalom terén is alapvető változást eredményezett. A korábbi tankönyvek használatát (még az 1947/48-as tanévben kidolgozottakét is) megtiltották, bevezették a kizárólagos állami ellenőrzést, az egész oktatás átpolitizálásának és a „kommunista nevelés” szolgálatába állításának megfelelően a tankönyvek átideologizálását is. Kialakult az „egytankönyves rendszer”, létrejött az államosított és központosított tankönyvkiadás, amely – 1998-ig, a diktatúra bukása után is tovább működő – az idők folyamán többször is nevet változtatott Tanügyi és Pedagógiai Könyvkiadó történetével azonos.

## 1989 után
A romániai kommunista rendszer bukását követő időszak oktatási rendszerét – a magyar oktatás vonatkozásában – két tendencia befolyásolta: egyfelől, bár nehezen és ellentmondásosan, beindult az európai normákhoz igazodni kívánó reformfolyamat, másfelől a kisebbségi oktatás irányában újraéledtek a két világháború közötti, majd a Ceauşescu-korszakban jelen lévő román oktatáspolitika románosítási törekvései.
Már 1993-ra elkészült a romániai közoktatás reformtervezete és megjelent az azt tartalmazó Fehér könyv (Proiectul reformei învăţămîntului preuniversitar din România), amelyben többek között ott szerepelt a piaci feltételek megteremtése a tankönyvkiadásban, az állami monopólium megszüntetése, amelynek keretében az egyetlen kötelező tankönyv helyett bevezették az alternatív tankönyvrendszert és tankönyvpályázatok kiírását, s ennek bizonyos elemeit törvények, miniszteri rendeletek alapján a gyakorlatba is átültették; 1997-ben elkészült az addigi évek eredményeinek elemzése is (Strategia reformei învăţămîntului din România), amely alapkövetelményként az átláthatóságot és a gyorsítást fogalmazta meg. „A stratégia – magyar szempontból – legjelentősebb része a központosított irányítás lebontása, a helyi jellegű kezdeményezések megerősítése” – állapította meg a szakember, értékelése szerint azonban „a centralizált rendszerből öröklött gondolkodásmód és az ennek megfelelő sablonok/sztereotípiák az irányítás közép- és alsó szintjén ugyanúgy tovább élnek, mint a felső szinteken” (Székely Győző). Az 1997-es elemzés nyomán született törvények, rendeletek azonban „kézi vezérlésűvé” tették az egész reformot, s nagyon sokszor az eredetileg tervezettekkel szemben ellentétes hatást váltottak ki. 1999 decemberében megjelent ugyan egy új tanügyi törvény, de már 2001-ben – egy újabb politikai váltással összefüggésben – megindult a visszarendeződés, amelynek következménye a tankönyvkiadás és -forgalmazás terén néhány európai szemléletű történelem tankönyv visszavonása, a tankönyvírásban szorgalmazott nemzetközi együttműködés befagyasztása lett. Hargita és Kovászna megyében ebben az időben foganatosítottak hatósági intézkedéseket („tankönyvkommandók”) a Magyarországról behozott tankönyvekkel szemben.
A magyar nyelvű oktatás problémáinak kezelésére 1993 júliusában megalakult az Erdélyi Tankönyvtanács, amely kezdetben a Collegium Transsylvanicum Alapítvány, 1997-től a Romániai Magyar Pedagógusok Szövetsége keretében működik (elnöke Péntek János). Ez a testület már az év októberétől pályázatokat írt ki magyar nyelvű tankönyvek és taneszközök készítésére. 1995-ben megnyílt Kolozsvárt saját sokszorosító műhelye, amelyben az elkövetkező években több száz kiadvány jelent meg (ezek közül kiemelkedő esemény volt a Csicsó Antal szerkesztette Apró ábécé, a moldvai csángó magyar gyermekek első tankönyve (1995) és Vincze Zoltán tankönyve, A romániai magyar nemzeti kisebbség történelme (1997).
2000 májusában létrejött Kolozsváron az Ábel Kiadó (igazgatója Székely Győző, munkatársai között vannak a korábbi állami tankönyvkiadó tapasztalt szerkesztői: Kürthy Miklós, Forró Ágnes, Czondi János is), amelynek rövid idő alatt teljes középiskolai tankönyvsorozatot (matematika, számítástechnika és informatika, kémia, fizika, biológia, műszaki rajz, magyar nyelv és irodalom, magyar népi kultúra, ének–zene) sikerül megjelentetnie, gondozásában tehát 1948 óta először jelennek meg magyar nyelven íródott szaktankönyvek. A következő évek gazdag tankönyvterméséből kiemelésre érdemes: Baka Judit: Egyszer volt egy meg egy (számtankönyv az I. osztályosoknak, 2001); a 2001/2002-es év terméséből: Halmos Katalin: Daloskönyv (I. o.); Ignát Judit – Incze Katalin – Jakab Irma-Tünde: Informatika (IX. o.); László F. Csaba: Műszaki rajz (IX. o.); Darvay Béla – Kovács Zoltán: Fizika (X. o.); Kovács Barna: Informatika (X. o.); András Szilárd – Csapó Hajnalka – Szilágyi Jutka: Matematika (XI. o.); Balázs Márton – Hatházi Annamária: Matematikai analízis (XI. o.); Tellmann Jenő: Fizika (XI. o.); Farkas Miklós – *Mezei Elemér: Matematikai analízis (XII. o.); Farkas Miklós: Algebra (XII. o.). 2003-ban megjelenik egy tankönyv-újdonság, az Informatikai ábécé a IX. és X. osztályok számára, amelynek szerzői, Ionescu Klára irányítása mellett: Avornicului Mihály, Buzogány László és Lukács Sándor egyetemi hallgatók. Ez a munkaközösség 2006-ig elkészíti a teljes középiskolai tankönyvcsaládot. Az Ábel Kiadó további kötetei: Gáspár Attila: Mint a rozmaring a jó földbe… (népdalgyűjtemény kisiskolásoknak, 2003); Baka Judit: Ki játszik ilyet? (népi gyermekjátékok gyűjteménye, 2004); Bara Katalin és Csutak Judit: Irodalmi szöveggyűjtemény (2005); Petres Csaba: Tücsök koma, gyere ki! (gyermekdal- és játékgyűjtemény, 2005); Makszim Imre: Testnevelő tanári kézikönyv (2006); Cs. Nagy Lajos és Császi Ildikó: Magyar nyelv és irodalom (V. osztály, 2007) – az utóbbi kettő mint magyarországi szerzők munkája, szintén áttörést jelent a hazai magyar tankönyvkiadásban; továbbá Tellmann Jenő, Darvay Béla és Kovács Zoltán Fizika tankönyvsorozata (IX–X–XI.) 2004–2009 között és Újvárosi Lujza – Urák István Állattani ismeretek c. tankönyve 2008-ban.
Az Ábel Kiadó úttörő kezdeményezése volt, hogy 2006-ban elkészíttette és kiadta a középiskolai oktatás számára az első angol–magyar–román Informatikai szótárt, amelyet 2007-ben Román–magyar és magyar–román matematika-szótár követett, s előkészületben vannak a sorozat további kötetei a földrajz, fizika, biológia, történelem tudományköréből.
Még a Tankönyvtanács műhelyében jelent meg 1996-ban az első magyar egyetemi jegyzet: Szilágyi N. Sándor Hogyan teremtsünk világot című nyelvészeti tankönyve. Az Ábel Kiadónál 2006-ra érett be az egyetemi tankönyvek és jegyzetek kiadásának beindítása. Az ekkortól kezdve megjelent tankönyvek 2006-ban: Avornicului Mihály: Programozási nyelvek és környezetek; Bakk Miklós Kinga: Pszicholingvisztikai alapozás; Birta-Székely Noémi: A tanárok pedagógiai műveltsége; Fóris-Ferenczi Rita: Anyanyelvpedagógia; Máthé Dénes: Bevezetés a retorikába; Nagy Ágnes: Könyvvizsgálat; szintén Nagy Ágnes: Gazdasági elemzés; Simoncsics Péter: Chrestomathia hungarica; Várhelyi Csaba: Szerves kémiai laboratóriumi gyakorlatok. I. (II. kötete 2008-ban); 2007-ben: Fodor László: Neveléselmélet.
A kiadó 2008/2009-re kiadott katalógusában összesen 148 tankönyv és oktatási segédkönyv szerepel, az óvodától az egyetemig terjedően.
Az egyetemi tankönyv- és jegyzetkiadásban 2002-től részt vesz a Sapientia Erdélyi Magyar Tudományegyetem mellett működő, kolozsvári székhelyű Scientia Kiadó is (felelős kiadó Brassai Zoltán, a tudományos tanács titkára Tőkés Gyöngyvér), amely 2007-ig Társadalomtudományi, Jog- és Közgazdaságtudományi, Természettudományi és Orvostudományi Sorozataiban 11 egyetemi tankönyvet, ezenkívül 40 egyetemi jegyzetet jelentetett meg, ez utóbbiak között vannak zeneesztétikai (Angi István), irodalomelméleti (Biró Béla), filozófiatörténeti (Tonk Márton), folklór (Balázs Lajos), műszaki (Ágoston Katalin, Csapó János, Kakucs András, Márkos Zoltán, Salamon Rozália), informatikai (Antal Margit, Bege Antal, Kátai Zoltán, Oláh-Gál Róbert, Varga Ibolya), közgazdaságtudományi (Kovács Albert, Szilágyi József), jogtudományi (Józon Mónika), gazdasági földrajzi (Vofkori László), román (Victor Grecu, Gh. Irimaş) és angol (Nagy Imola Katalin) nyelvismereti kurzusok is.
2006-tól kerülnek a tankönyvpiacra a Kolozsvári Magyar Egyetemi Intézet (KMEI) magyar nyelven kiadott jegyzetei. A BBTE magyar tagozatának háttérintézményeként működő KMEI (igazgatója Veres Valér) a budapesti Apáczai Közalapítvány támogatásával 2006–2008-ban összesen 90 magyar nyelvű egyetemi jegyzet és szakkönyv megjelenését tette lehetővé. Ezekkel a könyvekkel széles szakmai sávot kívánnak lefedni, olyan területeken, ahol mind ez ideig kevés magyar nyelvű egyetemi jegyzet jelent meg: a földrajz, fizika, kémia, szociális munkás-képzés, biológia, közgazdaságtan, matematika, teológia területén.
Az állami tankönyvkiadó és a romániai magyar pedagógusszakma intézményesített könyvkiadása mellett a magánkiadók már az 1990-es évek első felében részt kértek a romániai magyar tankönyvkiadásból, bár súlyuk csak fokozatosan növekedett: 1990–98 között összesen még mindössze 66 cím (alig 17%) volt a részarányuk, ebből legtöbb a kolozsvári Stúdium és a sepsiszentgyörgyi Trisedes Press kiadó kötete, összesen 33 cím. A magánkiadóknál megjelent magyar tankönyvek másik felén 19 kiadó és intézmény osztozott. Ezeknek a tankönyveknek és segédkönyveknek (ha az írás–olvasás tankönyveket is ide számítjuk) közel háromnegyede (48 cím) a magyar nyelv- és irodalomtanítás körébe tartozik. Ezenkívül 13 matematikai, 7 történelem, 6 hittan tankönyv jelent meg magánkiadóknál, a többiek (biológia, ének–zene, fizika, környezetismeret, polgári műveltség) együtt 10 címet tesznek ki.
A magánkiadók által megjelentetett köteteket közelebbről szemügyre véve, azok egy része (a Trisedes Press Biblio-Téka c. sorozatában megjelent 13 füzet) valójában egy irodalmi szöveggyűjtemény-sorozat, amelynek szerkesztői (Bara Katalin, Csutak Judit, Filep Anna, Nagy Olga, Tapodi Zsuzsa, Sándor Dénes, Tőkés Elek) a régi magyar irodalomtól a 20. századig egy-egy korszak, műfaj vagy stílusirányzat szövegszerű bemutatására vállalkoztak. A sorozat 1998-ban indult. Irodalmi szöveggyűjteményt más kiadók is jelentettek meg: a kolozsvári Stúdium számára K. Jakab Antal négy testes kötetbe foglalta a magyar irodalom századait a Halotti beszédtől Szilágyi Domokosig (1996–99), a nagyváradi Enacon Albert Ernő magyar irodalomtörténeti válogatását jelentette meg a legrégibb időktől a reformkorig (1993), a sepsiszentgyörgyi Cathedra Metszet címmel adott ki kétkötetes versgyűjteményt középiskolásoknak, a kolozsvári Polis Könyvkiadónak az egykori Tanulók Könyvtára pótlására 1996-ban indított Remekírók Diákkönyvtára c. sorozatában 38 kötet jelent meg, egy-két kivétellel magyar klasszikus és kortárs irodalom. Egyre nagyobb számú segédkönyvvel és alternatív tankönyvvel jelentkezik a marosvásárhelyi Kreatív, a sepsiszentgyörgyi T3, a Marosszentgyörgyön bejegyzett Hoppá (utóbbi főleg magyar klasszikusok olcsó, füzetes – sajnos megbízhatatlan szövegű – kiadásával is).
Kezdettől fogva kísérleteztek a magánkiadók óvodai, általános és középiskolai segédkönyvekkel, munkafüzetekkel, felvételi-előkészítő kiadványokkal: legelsőnek a nagyváradi Analog Kiadó, amelynek 1991-ben indított Szemfüles Füzetek c. sorozatában olvasás, beszédművelés, matematika, román nyelv és erkölcsi-állampolgári ismeretek tárgykörökkel találkozunk (a füzetek szerkesztői Barabás Zsuzsa, Fried Noémi, Lovász Andrea, Schneider N. Antal, Tavaszi Hajnal, Tunyogi Katalin, Vincze Csilla), a kolozsvári Stúdium 1993-ban indítja szövegfeldolgozó munkafüzeteit az általános iskolák I–VII. osztályai számára (szerzők Filep Anna és Tunyogi Katalin), majd következnek 1996-ban az Albert Ibolya és Kulcsár Margit által a II–IV. osztályok számára összeállított magyar nyelv munkafüzetek, a IX. osztályba felvételizőknek összeállított anyanyelvi és irodalomismereti összefoglalók (Székelyné Cseh Katalin, ill. Filep Anna, Jakab Barnabás és K. Nagy Olga kötetei), az érettségizők és egyetemi felvételire készülők matematikai összefoglaló kötetei és feladatgyűjteményei (szerkesztőik Czondi János, Kassay Ildikó, Kürthy Katalin és Szabó Bertalan), Éder Lívia óvónők számára összeállított két környezetismereti kiadványa (kézikönyv és munkafüzet), végül Orbán Gyöngyi Megértő irodalomolvasás c. kötete (1998), amely egy új, műközpontú irodalomszemlélet középiskolai megalapozása, előkészületül a következő években kiadásra került alternatív magyar irodalom tankönyveinek. Újabban ezek újbóli kiadásai mellett megjelentette kisiskolások számára Szabó Éva Szórakoztató matematika c. könyvét (Kolozsvár, 2007) és a XI. osztályos Hitünk alapjai c. római katolikus valláskönyvet (Tófalvi Emese, Nagy Gabriella, Liviu Jitianu és Magda Robu közös munkáját).
Matematikatanítási segédkönyvet adott ki a marosvásárhelyi Mentor (Sebestyén Júlia – Donáth Alpár – Major Levente: Gyakorló feladatok matematikából. V–VIII. osztály. I–II. kötet. 1993 és Major Levente: Aritmetika és algebra. V–VIII. osztály. 1997) és a sepsiszentgyörgyi Cathedra (Nemes Emil: Számbirodalom. 1000 feladat az I–IV. osztály számára. 1993).
A tankönyvkiadás liberalizációja sajnos torzszülötteket is eredményez: 1998-ban a Turnu Severin-i Radical Kiadó magyarra fordított, szakmai és nyelvi hibáktól hemzsegő matematika tankönyvekkel lépett a piacra, sőt olyan tankönyvet is jelentetett meg (a IV. osztály számára fordításban kiadott Állampolgári nevelést), amely szemléletében volt idegen a magyar tanulók számára. Egy régebbi román oktatási stratégia érvényesült a bukaresti All Kiadó román ének–zene tankönyvének ugyancsak 1998-ban kiadott magyar „fordításában”, amely teljes egészében a román zenei nyelvre épült, s így próbálta alakítani a magyar gyermekek zenei alapműveltségét. A széles körű szakmai tiltakozás hatására mindkettőt visszavonták. Ennek ellenére 2004-ben újra egész sor románból nyelvileg-szakmailag hibásan „fordított” tankönyv került forgalomba: az Aramis Kiadó Biológia (IX. o.), Környezetismeret (II. o.) és Matematika (I. o.), a Corvina – EDP Matematika (X. o.) és Történelem (IX. o.), a Sigma–T3 Kémia (IX. o.) tankönyvei. Ezekkel kapcsolatban az Erdélyi Tankönyvtanács állásfoglalást jelentetett meg a sajtóban, az Anyanyelvápolók Erdélyi Szövetsége pedig létrehozta a Nyelvrontás Díját. Ezek az esetek arra figyelmeztetnek, hogy a tankönyvkiadás „szabadságá”-nak a kiadók szakmai felelősségével is párosulnia kellene, különben erkölcsi és szellemi kártétele felmérhetetlen, hiszen az eljövendő nemzedékek tudása a tét.
A legutóbbi években egész sor magánkiadó próbál versenyezni a tankönyvpiacon (az Ábel, Corvin, Stúdium, T3 mellett a csíkszeredai Magiszter, a marosvásárhelyi Appendix és Kreatív, a marosszentgyörgyi székhelyű Hoppá). Az általuk kiadott könyvek egy része tantárgypedagógiai segédkönyv, feladatgyűjtemény vagy a magyar klasszikusoknak az általános iskolai magyartanításban használható kiadása. De továbbra is vállalkoznak, a riasztó eredmények ellenére, magyar nyelvű tankönyvek kiadására olyan román kiadók, amelyeknek könyveit minőségileg kizárólag a fordítóknak és a külső munkatársaknak kellene szavatolniuk, akiknek egyik-másik kiadó még a nevét is elhallgatja. Így csak az utóbbi néhány évben magyar nyelvű tankönyvvel jelentkezett a bukaresti kiadók közül az Aramis a X. osztály számára készült Művészeti nevelés tankönyvvel (fordítója Varga Ágnes, 2005), a CD Press építészeti, ill. mezőgépészeti tankönyvekkel ipariskolák IX. és X. osztályai számára (fordítók Nagy Dezső, Szilágyi József és Vas József, 2006) és a Corint a X. osztály számára készült informatika (fordító Szász-Barra Zsófia, 2007) és X.-es földrajz (fordítók Balás Árpád és Unger Enikő, 2007) mellett a Képzőművészeti nevelés VII. és VIII. osztályos tankönyveivel (a fordító nevének feltüntetése nélkül, 2007); a ploieşti-i Crepuscul a Laboratóriumi eszközök és eljárások a természet erőforrásai és a környezet védelme tagozat számára (fordítók Újfalvi Imre, Jánó Gizella és Pető Mária, 2005); a piteşti-i Paralela 45 a VI. osztályos Algebra és mértan tankönyvvel (amelynek 2005-ben már 7. kiadása került piacra, Vandra Mária és Vandra Attila fordításában), valamint egy Vajda Zoltán és Vajda Mária által összeállított Román–magyar és magyar–román iskolai szótárral (2007), végül a kolozsvári Dacia, amelynek kiadásában Vezsenyi Éva, Hadnagy Mária és Nagy Jolánka Limba şi literatura română pentru minorităţi című könyve jelent meg 2005-ben.